# Saw Swee Leong
Saw Swee Leong (* 16. Juli 1955) ist ein malaysischer Badmintonspieler. 

## Karriere
Saw Swee Leong war 1976 Stütze des malaysischen Herrennationalteams im Thomas Cup. Jedoch konnte auch er es nicht verhindern, dass seine Mannschaft im Finale gegen Indonesien mit 0:9 unterlag. Er selbst war dabei in seinen Einzeln gegen Rudy Hartono und Liem Swie King chancenlos. Sechs Jahre später reichte es für das Team im Thomas Cup nur noch zu Platz fünf, wobei man im Viertelfinale gegen England knapp mit 4:5 ausschied.
Zwischen den beiden Herrenteamtitelkämpfen nahm Saw Swee Leong im Herreneinzel an der Weltmeisterschaft 1980 teil, unterlag dort jedoch gleich in seinem Auftaktmatch gegen Syed Modi aus Indien.

## Sportliche Erfolge
| Saison | Veranstaltung     | Disziplin    | Platz | Name           |
| ------ | ----------------- | ------------ | ----- | -------------- |
| 1976   | Thomas Cup        | Herrenteam   | 2     | Malaysia       |
| 1980   | Weltmeisterschaft | Herreneinzel | 33    | Saw Swee Leong |
| 1982   | Thomas Cup        | Herrenteam   | 5     | Malaysia       |